# Ужаніха
Ужаніха (рос. Ужаниха) — село у Чулимському районі Новосибірської області Російської Федерації.
Входить до складу муніципального утворення Ужаніхінська сільрада. Населення становить 1303 особи (2010).

## Історія
Згідно із законом від 2 червня 2004 року органом місцевого самоврядування є Ужаніхінська сільрада.

## Населення
| 2002 | 2007  | 2010  |
| ---- | ----- | ----- |
| 1508 | ↗1517 | ↘1303 |